# Střední škola AGC
Střední škola AGC a.s. (zkráceně SŠ AGC a.s.) je soukromá střední škola v Teplicích. Majoritním vlastníkem školy je sklářská firma AGC Flat Glass Czech. Evropská pobočka skupiny AGC Glass, největšího výrobce plochého skla na světě, sídlí v belgickém Bruselu.

## Historie
První zmínky o škole jsou z roku 1949, kdy vznikla jako Závodní učňovská škola skláren Inwald. V roce 1964 vzniklo nové odborné učiliště sloučením s učilištěm národního podniku Ploché sklo se sídlem v Teplicích - Trnovanech v bývalém Dělnickém domě (dnešní Fotostar), které bylo řízeno ředitelstvím národního podniku Sklo Union. V roce 1988 se přestěhovala do bývalé základní školy v Teplicích - Řetenicích, kde je její hlavní budova do současnosti. 1. ledna 1991 se stala součástí akciové společnosti Glavunion. V roce 2007 změnou názvu zřizovatele školy na AGC Flat Glass Czech, byla škola přejmenována na Střední škola technická AGC a.s. Ve škole je od roku 2014 vyučován nový obor vzdělání Předškolní a mimoškolní pedagogika a zároveň dochází ke změně zaměření oboru Informační technologie, ten je směřován do oblasti robotizace a automatizace a škola tak zareagovala na požadavky předních firem v regionu. Změnou zaměření školy se zřizovatel rozhodl od 1. září 2014 změnit název školy na Střední škola AGC a.s. Dne 8. června 2016 se škola stala fakultní školou Univerzity Jana Evangelisty Purkyně v Ústí nad Labem. 

## Významná ocenění
- V roce 2000 Certifikát kvality soukromé školy
- V roce 2016 Certifikát Prověřená společnost

## Akce školy
- INCO-NET - Jedná se o sdružení škol (soutěž v kategorii video a foto)
- Prezentiáda
- Angličtinář roku
- Němčinář roku
- Šance
- 72 hodin
- Memoriál Františka Vřeského
- BenQ Školní ajťák
- Literární soutěž o cenu F. Venclíka
- Elektrotechnická olympiáda
- IT FITNESS
- Bobřík informatiky
- AGC Technowizz

## Studijní obory

### Obory zakončené maturitní zkouškou (4leté)
- Informační technologie
- Ekonomika a podnikání
- Předškolní a mimoškolní pedagogika
- Předškolní a mimoškolní pedagogika - zkrácené dálkové studium (2 roky)

### Obory zakončené závěrečnou zkouškou s výučním listem (3leté)
- Elektrikář
- Elektrikář - zkrácené dálkové studium (1 rok)

### Maturitní obory v nástavbovém dálkovém studiu (3leté)
- Mechanik elektrotechnik
- Podnikání